# Cap Enragé
Cap Enragé è un album di Zachary Richard, pubblicato dalla Initial Records nel 1996. Il disco fu registrato allo "Studio La Frette" di Parigi (Francia) nel 1995.

## Tracce
1. Cap Enragé – 4:30 (Zachary Richard)
2. Marjoleine – 4:08
3. Petit Codiac – 3:27
4. Au bord de Lac Bijou – 4:40 (Zachary Richard)
5. J'peux pas m'empêcher – 4:01 (Zachary Richard)
6. Dans le nord Canadien – 6:52 (Zachary Richard)
7. La ballade de Jean Batailleur – 4:48
8. Aux Natchitoches – 4:24
9. Johnny Danser – 3:54
10. Au paradis avec toi – 3:54
11. Au ranch à Willy – 5:07
12. Pleine lune en Décembre – 5:37
13. Travailler c'est trop dur – 3:16 (Brano tradizionale, arrangiamento di Zachary Richard) – Bonus track

## Musicisti
- Zachary Richard  - voce, chitarra
- Eric Sauviat  - chitarra
- Bill Dillon  - chitarra
- Freddie Koella  - chitarra
- Michel Rivard  - chitarra acustica
- Matt Clifford  - tastiere
- Benoit "Blue Boy"  - armonica
- Didier Alexandre  - basso
- Joe Hammer  - batteria, percussioni, claviers